# Kinesiske Østjernbane
Den Kinesiske Østjernbane' (russisk: Китайско-Восточная железная дорога, КВЖД, tr. Kitajsko-Vostotjnaja zjeleznaja doroga, fra august 1945 kaldt Den kinesiske Changchun-jernbane, og fra 1953 Harbin-jernbane) er en jernbanelinje i det nordøstlige Kina.
Jernbanen blev bygget mellem 1897 og 1903 som den sydlige gren af Den transsibiriske jernbane, og forbandt de russiske byer Tsjita til Vladivostok og Port Arthur. Jernbanen gik gennem Manchuriets territorium, men var russisk ejendom. Jernbaneselskabet havde hovedkontor i Harbin.
Den 14. februar 1950 blev der underskrevet en aftale om venskab og gensidig bistand mellem Sovjetunionen og Folkerepublikken Kina i Moskva, der blandt andet indebar at ejerskabet til jernbanen blev overført til kineserne. Overførslen blev gennemført i 1952.